# Pica (mått)
Pica är en måttenhet inom typografin. Måttet uppfanns av François Ambroise Didot omkring 1780.
Den är 1⁄6 av en engelsk tum. Den har samma definition som den franska cicero, men då den franska tummen var något större än den engelska, så går det ungefär 1.061 pica på en cicero. Det går 12 punkter på en pica.
En traditionell amerikansk pica motsvarar 4,2175 millimeter.
En modern dator-pica motsvarar 4,233 millimeter.
En cicero (även kallad fransk pica) motsvarar 4,512 millimeter.